# تود ووكر (لاعب كرة قاعدة)
تود ووكر (بالإنجليزية: Todd Walker) هو لاعب كرة قاعدة أمريكي، ولد في 25 مايو 1973 في بيكرسفيلد في الولايات المتحدة.

## وصلات خارجية
- تود ووكر على موقع دوري كرة القاعدة الرئيسي (الإنجليزية)
- تود ووكر على موقعبيزبول رفرنس.كوم (الدوري الرئيسي) (الإنجليزية)
- تود ووكر على موقعبيزبول رفرنس.كوم (الدوري الثانوي) (الإنجليزية)
- تود ووكر على موقع إي إس بي إن.كوم (أم.أل.بي) (الإنجليزية)
- تود ووكر على موقع مشجعي الرسوم البيانية (الإنجليزية)
- تود ووكر على موقع قاعة لويزيانا للمشاهير الرياضية (الإنجليزية)